# Wilhelm Rediess
Wilhelm Rediess (10. oktober 1900 – 8. maj 1945) var en tysk SS– og politileder under Tysklands besættelse af Norge i 2. verdenskrig. Han var også kommanderende general (Obergruppenführer) over alle SS–tropper stationeret i Norge fra han overtog denne kommando den 22. juli 1940 til sin død.

## Tidligt liv
Rediess blev født i Heinsberg i Westfalen i det Tyske kejserrige. Efter skole og uddannelse blev Rediess elektriker, og i juni 1918 blev han indkaldt til den tyske hær, hvor han tjenestegjorde som infanterist til slutningen af 1. verdenskrig i november 1918. Derefter begyndte han igen at arbejde som elektriker, til han blev arbejdsløs som følge af Tysklands økonomiske krise i 1929.
I maj 1925 meldte han sig ind i SA, og i december 1925 blev han godkendt som medlem i Det nationalsocialistiske tyske arbejderparti. I 1927 ledede han et SA–kompagni i Düsseldorf, hvorefter han med sin enhed blev overført til SS i 1930. Derfor fik han hyppige forfremmelser og blev generalløjtnant (SS–Gruppenführer) allerede i 1935.

## 2. verdenskrig
I starten af krigen havde Rediess ansvaret for at implementere racelovene fra Nürnberg i Preussen, hvor han overvågede deportationerne af jøderne fra Østpreussen. Rediess fik som opgave at udrydde 1.558 jøder, som var anset for sindssyge. Rediess lånte gasvogne og personel fra andre SS–enheder og lovede en dusør på ti Reichsmark for hver jøde, som blev dræbt. Det varede 17 dage, og Rediess glemte løfterne om dusør. 
Som en direkte følge af sit initiativ blev Rediess belønnet med kommandoen af SS–enhederne i Norge.
I marts 1941 oplyste rapporter, at mange norske kvinder var blevet gravide med tyske soldater. Det medførte, at Rediess bragte Lebensborn–programmet til Norge. Programmet opfordrede til at få børn af den ariske race og var rettet mod SS–enheder. Der blev født 8.000 børn i Norge under Lebensborn; det gjorde Norge til det land efter Tyskland med flest registrerede fødsler af ariske børn under 2. verdenskrig.
Rediess skød sig, da det tyske rige kollapsede i Norge den 8. maj 1945. Hans lig blev ødelagt, da rigskommissær Josef Terboven detonerede omkring 50 kg dynamit i en bunker på Skaugum–komplekset samme dag.